# Dorfkirche Fredersdorf (Fredersdorf-Vogelsdorf)

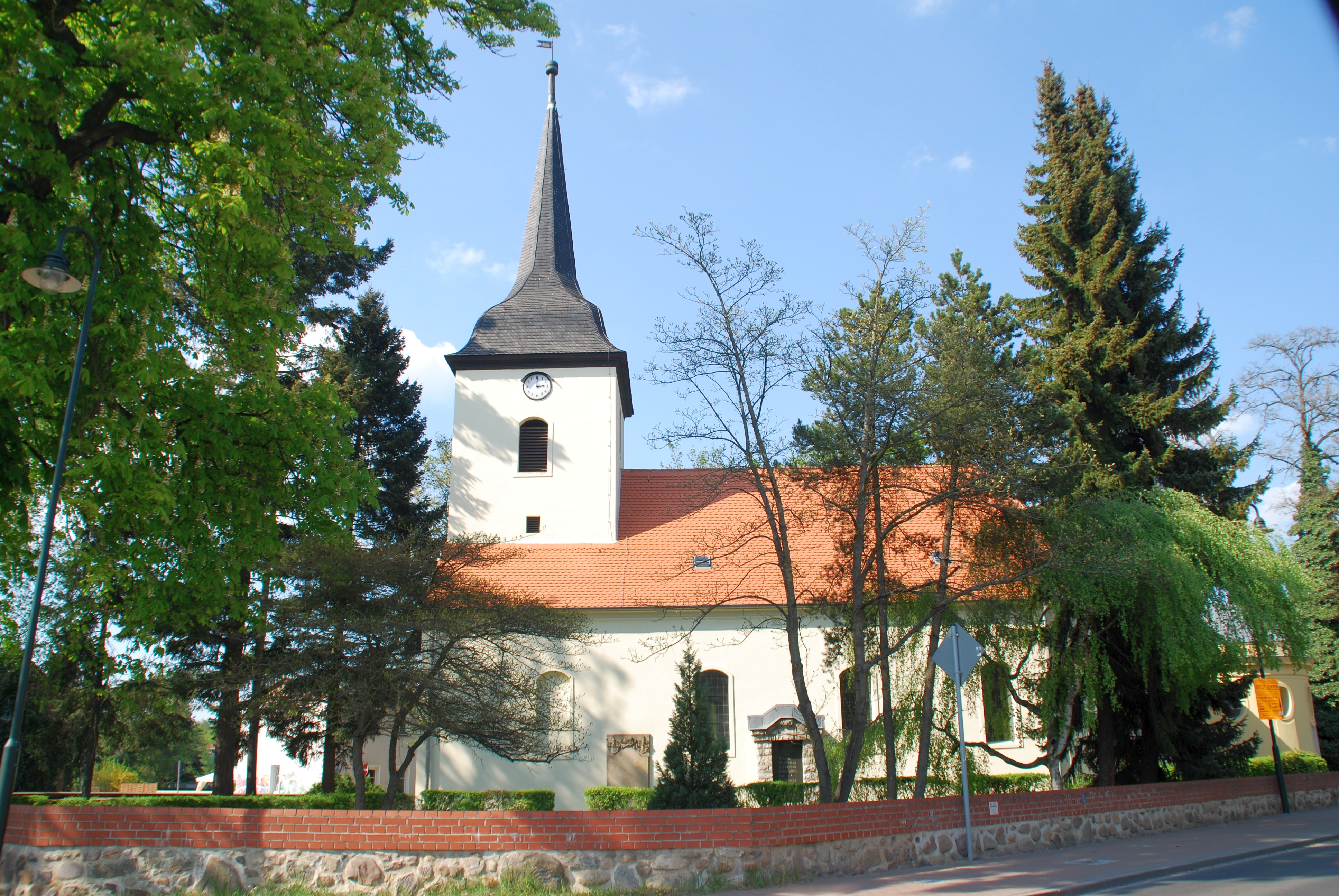
Dorfkirche Fredersdorf

Die evangelische, denkmalgeschützte Dorfkirche Fredersdorf steht in Fredersdorf-Vogelsdorf, einer Gemeinde im Landkreis Märkisch-Oderland in Brandenburg. Sie gehört zur Kirchengemeinde Mühlenfließ im Kirchenkreis Berlin Süd-Ost der Evangelischen Kirche Berlin-Brandenburg-schlesische Oberlausitz.

## Beschreibung
Die Saalkirche wurde 1710 im Barockstil erbaut. Sie besteht aus einem Langhaus, aus dessen Satteldach sich im Westen ein Dachturm mit einer schiefergedeckten, geschweiften Haube erhebt, und einem vierseitig abgeschlossenen Chor im Osten. In der Vorhalle, die von Westen aus betreten wird, befindet sich die Treppe zur Empore sowie eine kleine Sakristei und ein Lagerraum. Durch eine zweiflügrige Tür gelangt man in das Kirchenschiff. Zur Kirchenausstattung gehört ein Kanzelaltar in Form einer Ädikula, verziert mit Pilastern und korinthischen Säulen.

## Baugeschichte

### Vorgängerbau (1300–1633)
Der Vorgängerbau der heutigen Kirche wurde wahrscheinlich um 1300 errichtet. Aus dieser Zeit stammt eine bronzene Glocke, die noch heute im Kirchturm hängt. Im Landbuch Karls des Großen wurde der Ort Fredersdorf 1375/76 erstmals erwähnt und mit ihm ein Pfarrer, der damals zwei der fünfzig Hufe besaß. 1541 wird erstmals ein evangelischer Pfarrer genannt, der die Mutterkirche Fredersdorf und die Filialkirchen in Bollensdorf und Vogelsdorf betreut. Dieser Pfarrsprengel bestand bis in die 1950er-Jahre. 1594 erhielt die Kirche eine 289 Kilogramm schwere Bronzeglocke, auf der das Relief des Hl. Georgs abgebildet war. Diese Glocke musste 1942 im Zusammenhang mit der „Metallspende des deutschen Volkes“ zwangsweise abgegeben werden und wurde für Rüstungszwecke eingeschmolzen. Im Dreißigjährigen Krieg wurde der Ort und die Kirche vollständig niedergebrannt, wobei die gesamte Dorfbevölkerung, die hinter den Kirchenmauern Schutz suchte, in den Flammen ums Leben kam. Aus der Zeit vor der Zerstörung 1633 ist noch ein Abendmahlskelch der Patronsfamilie von Görtzke erhalten, der der Kirche 1624 gestiftet wurde sowie ein Tauftisch.

### Wiederaufbau (1707–1710)
Der Wiederaufbau begann 1707 und konnte 1710 abgeschlossen werden. Als Andenken hängt im Kirchenschiff eine Votivtafel aus dem Jahr 1710, die an den Wiederaufbau und das Erbauerehepaar von Görtzke erinnert. Im Sommer 1710 wurde der Kanzelaltar aufgebaut und ein rot-weißes Gestühl aufgebaut.
Unterhalb des Turmes befindet sich eine Gruft, in der ein dutzend Särge liegen. In diesen liegen mehrheitlich Angehörige der Familie von Görtzke. Später wurden in der Gruft die Patronin Protz und ihr frühverstorbenes Kind beigesetzt.
1873 erhielt die Kirche eine Turmuhr des Uhren-Fabrikanten C. Rößner (Berlin) mit einem Ziffernblatt. Die Schenkung durch Patron Verdries ersetzte eine defekte, wesentlich ältere Uhr mit zwei Ziffernblättern.
1892 erhielt der Kirchturm erstmals eine Eindeckungen mit schwarzem Schiefer, um seine Kontur besser hervorzuheben. Zuvor waren Eichenschindeln verwendet worden.
1898 erfolgte eine intensive Sanierung der Kirche. Das bis dahin bestehende, grüne Gestühl mit Türen, sollte repariert werden, da die Türen störende Geräusche verursachten. Dabei wurde festgestellt, dass das Gestühl in einem sehr schlechten Zustand war. Aus diesem Grunde entschied sich der Gemeindekirchenrat ein neues Gestühl anzuschaffen, welches den Mittelgang auf seine heutige Größe verschmälert. Zugleich erhielt die Kirche neue Fenster und eine neue, zeitgenössische Ausmalung mit zwei Bibelversen an den Wänden.
1919 erhielt die Kirche einen eisernen Ofen zur Beheizung des Langhauses. 1924 folgte die elektrische Beleuchtung. Infolge des Ersten Weltkrieges wurde unterhalb der Empore eine Gedenktafel für die Gefallenen Fredersdorfer Soldaten aufgehängt. Diese wurde in den 1950er-Jahren auf den Dachboden ausgelagert und erst nach 2015 in der Vorhalle wieder aufgehange. 1923 folgte der Bau eines Ehrenmals an der Südseite der Kirchenwand auf dem Kirchhof, welche durch den Landwehrverein finanziert wurde.
Am Abend des 18. November 1943 ging in der Kirchstraße eine britische 500-kg-Luftmine nieder (sog. Blockbuster), die den nördlichen Dorfanger zerstörte. Das Kirchendach wurde vollständig abgedeckt, die Decke stürzte an mehreren Stellen ein und die Fenster zerbarsten. Aus dem Trümmerfeld ragte die massive Kirche, deren Dachbalken noch standen. Durch das Engagement der Kirchenmitglieder konnte noch im Winter 1943/44 das Dach notdürftig geschlossen und die Fenster mit Brettern vernagelt werden. Dadurch konnte die Innenausstattung der Kirche erhalten werden.
Zwischen 1950 und 1954 wurde die Kirche umfangreich saniert. Das Dach wurde neu eingedeckt, die Kirche wieder verputzt und der Kirchturm erhielt eine neue Schiefereindeckung. Der barocke Kanzelaltar wurde mit Ölfarben zeitgenössisch überstrichen und fehlende Holzteile ergänzt. Die Altarbrüstungen fielen fort und die Kirche erhielt eine weiße Ausmalung.
In den 1970er-Jahren wurde der große, eiserne Ofen abgerissen und eine Bankheizung eingebaut. Das Dach wurde neueingedeckt und die Kirche erhielt eine Neuausmalung. Im Sommer 1971 verschwanden die Großgemälde „Martin Luther mit Schwan“, „Ecce Homo“ und „Christus mit Dornenkrone“ sowie zwei Wappen der Familie von Görtzke aus der Zeit um 1710 auf ungeklärte Weise aus der Kirche. Der Verlust der Gemälde, die zuvor seitlich des Altars sowie hinter der Kanzelöffnung hingen, veränderte das Aussehen des Kirchenraumes nachhaltig.
Die unter dem Turm befindliche Görtzke-Gruft wurde über Jahrzehnte von Besuchern der nahegelegenen Dorfkneipe „Alter Krug“ heimgesucht. Das Türschloss wurde zerstört und regelmäßig die Gebeine entnommen. Aufgrund der sich häufenden Einbrüche wurde die Gruft 1980 vermauert. Der Umriss der Tür ist an der Nordseite noch zu erkennen. An der Südseite bietet ein kleines Fenster einen Einblick in die Gruft, in der die Särge gestapelt und teilweise offen liegen.
1982 wird die Kirche durch den Rat des Kreises Strausberg zum Denkmal erklärt. Durch Feierabendbrigaden wird der Außenputz der Kirche saniert. 1983 bricht die verfaulte Holzspitze des Kirchturmes mit der Wetterfahne, Kapsel und Stern ab. In der Kapsel werden Dokumente von 1982 gefunden. Der Kirchturm erhält daraufhin eine Stahlspitze, die etwas niedriger als die frühere ist, auf der Wetterfahne, Kapsel und Stern ihren Platz finden.
1987 wird das Turmzimmer fertiggestellt. Durch die neue Orgel fiel die alten Blasebälgen weg. Auf dieser Fläche wurde ein Raum für das Einsingen der Chöre errichtet, der später auch ein kleines Museum beherbergen sollte.
In den 1990er-Jahren konnten die Turmuhr, der Kronleuchter und die Kirchenmauer mit Tor saniert werden. 1998 wurde am Ehrenmal für die Gefallenen Fredersdorfer des Ersten Weltkrieges eine Gedenkplatte mit der Inschrift: „Zum Gedenken an alle Opfer von Krieg, Gewalt und Rassenwahn im 20. Jahrhundert. Bußtag 1998“ enthüllt.
In den Jahren 2000 und 2001 konnte die Kirche umfangreich saniert werden. Das Gotteshaus erhielt wieder bleiverglaste Fenster, eine neue Elektrik und einen Fassadenanstrich. Der Kanzelaltar wurde restauriert und dabei die Farbschichten aus den 1950er-Jahren entfernt. Hinter dem Kanzelaltar wurde eine barocke Vorhangmalerei wiederentdeckt, der den Altar umrahmt. Die sechs Tafelgemälde ab der Emporenbrüstung wurden ebenfalls saniert und sind heute wieder besser sichtbar. Der Dachstuhl wurde saniert und das Dach erhielt eine Bieberschwanzeindeckung.

## Ausstattung

### Orgel
Die Kirche erhielt 1816 ein Positiv (kleine, transportierbare Orgel) von dem Gutsbesitzer und Patron Carl Ludwig Protz geschenkt, welches seinen Platz auf der früheren Adelsempore hatte. Es wurde 1862 durch eine Orgel des Berliner Orgelbauers Wilhelm Remmler ersetzt, die für 376 Taler gekauft wurde. Zum 200-jährigen Kirchenjubiläum wurde eine neue, pneumatische Orgel eingeweiht. Sie stammte von der Eberswalder Orgelbaufirma Kienscherf. Aufgrund seiner Größe wurde das Instrument geteilt und an den beiden Enden (Nord- und Südwand) der Empore aufgebaut. In der Mitte der Empore wurde 1913 durch einen Wanddurchbruch zum Turm Platz für den Chor geschaffen.
Infolge des Bombenabwurfes am 18. November 1943 erlitt die Orgel schwere Schäden. Diese konnten in den Nachkriegsjahren beseitigt werden. Der Verfall der Orgel war jedoch nicht aufzuhalten, weshalb das Evangelische Konsistorium einen Orgelneubau empfahl.
Im Jahr 1970 konnte eine neue Orgel in einem Festgottesdienst geweiht werden. Die Orgel, deren Opus von 1933 stammt, verfügt über sechs Register, ein Manual und ein Pedal und wurde von der W. Sauer Orgelbau Frankfurt (Oder) gebaut. Die Kosten für die Kleinorgel betrugen 17.454 DDR-Mark.

### Glocken
Im Matrikel zum Wiederaufbau der Kirche 1710 heißt es, dass die Kirche zwei gute, alte Glocken besitzt. Dabei handelt es sich um eine kleinere Glocke aus dem 13/14. Jahrhundert, die vier kleine Reliefs trägt sowie kleinere Verzierungen. Es wird davon ausgegangen, dass die vier Reliefs die vier Evangelisten darstellen sollen. Eine zweite Glocke stammt aus dem Jahr 1594 und wog 289 Kilogramm. Sie trug ein Relief des reitenden Heiligen Georg sowie eine zweizeilige Inschrift, die an den Stifter der Kirche erinnerte. Gegossen wurde sie von Heinrich Borstelmann aus Magdeburg. Eine Erklärung, wie die Glocken die Zerstörung der Kirche im Dreißigjährigen Krieg überstanden, gibt es nicht.
Im Ersten Weltkrieg wurden die Glocken aufgrund ihres großen geschichtlichen Wertes verschont. Im Zweiten Weltkrieg wurden die Bestimmungen dahingehend geändert, dass jede Kirche nur eine Glocke behalten durfte. Daher musste die 1594 gegossene, größere Glocke zwangsweise abgegeben werden. Sie wurde im Rahmen der „Metallspende des deutschen Volkes“ mit anderen metallischen Gegenständen der Kirche (Kollektenbüchsen etc.) abgeholt und für die Rüstungsindustrie eingeschmolzen.
1960, zur 250-Jahr-Feier der Kirche, konnten zwei neue Glocken von der Glockengießerei Schilling und Lattermann aus Apolda (Thüringen) angeschafft werden. Generalsuperintendent Fritz Führ hielt den Festgottesdienst zur Glockenweihe. Die Läutemaschinen für das dreistimmige Geläut spendete das Evangelische Konsistorium Berlin. Die an Stahljochen hängenden Glocken tragen folgende Inschriften:
Mittlere Glocke (177 kg): „Jesus Christus gestern und heute und derselbe auch in Ewigkeit – Fredersdorf 1960“
Große Glocke (428 kg): „Ehre sei Gott in der Höhe und Friede auf Erden – Fredersdorf 1960“.

### Abendmahlskelch
Der noch heute verwendete Abendmahlskelch aus dem Jahr 1624 wurden durch die Patrone der Kirche, Heino von Görtzke und seiner Frau Anna von der Hege gestiftet. Es handelt sich dabei wahrscheinlich um eine Totengabe, da Anna von der Heege bereits 1622 verstarb. Der 22 Zentimeter hohe Kelch ist Silber vergoldet und trägt an seinem Fuß die Inschrift: „Anno 1624 Heyne von Gortzke / Anna von der Hege“. Ferner sind dazu die beiden Wappen der Familie und ein Kruzifix sichtbar. Am Knauf des Kelches steht „I. H. S.“, eine bis ins Mittelalter verbreitete Abkürzung des Namens Jesu.
Wie der Abendmahlskelch den Dreißigjährigen Krieg (1633) und den Siebenjährigen Krieg (1760) überstand ist nicht überliefert. Am Ende des Zweiten Weltkrieges (1945) wurde der Kelch mit anderem wertvollen Kircheneigentum zum Schutz vor Plünderungen vergraben. Aus dieser Zeit stammte auch ein Sprung am Lippenrand sowie einige abgefallene Blüten am Knauf des Kelches. Die Schäden konnten mit der Restaurierung und Konservierung durch den Metallrestaurator Gunter Herrmann, Berlin-Köpenick, im Jahr 2017 beseitigt werden.

### Tauftisch
Der Tauftisch von 1695 ist eine Stiftung der Ehefrau des Berliner Kauf- und Handelsmannes Peter Nettler. Er trägt die Inschrift: „Gott zu Ehren und diesem Gotteshauß zum Gedächtniß wird dieser Tisch geschenket v F Katharina Maria Nettlerin, H Peter Nettlers vornehmen kauff u handelsmanns in Berlin Fr Eheliebsten, im Jahre 1695, d 16. 11.“
Der Tauftisch erhielt 1867 ein neues Untergestell. Wahrscheinlich war er für die Menschen zu niedrig geworden. Mit der Stiftung eines Taufsteines durch die Familie Hosemann verlor der Tauftisch seine Bedeutung. Über 200 Jahre wurden auf diesem Tisch Kinder getauft. In Zusammenhang mit der 250-Jahr-Feier der Kirche im Jahr 1960 gab es intensive Diskussionen, ob der Tisch wirklich aus dem Jahr 1695 stammen würde. Dies wurde durch wissenschaftliche Begutachtungen bestätigt.
Der Tauftisch wurde 2017 restauriert. Er trägt heute zum Schutz der Inschrift eine Glasplatte und steht im Kirchenschiff auf der linken Seite.

### Taufstein
Der Taufstein, der 1892 durch Pfarrer Hosemann und seine Eltern gestiftet wurde, ist noch heute in Benutzung und löste den Tauftisch ab. Er wurde nach einer von der Oberbaudeputation veröffentlichten Musterzeichnung gestaltet, die für eine zeitgenössische Ausstattung der Kirchen sorgen sollte. Aus diesem Grund findet sich in der Kirche zu Eggersdorf der gleiche Taufstein und in der Vogelsdorfer Kirche ein Taufstein mit großer Ähnlichkeit. Die Hebamme Frau Hörnicke stiftete die Taufschale für den Taufstein. 1936 erhielt der Taufstein eine neue Taufschale. Sie wurde von der Evangelischen Frauenhilfe zusammen mit einer Taufkanne gestiftet und trägt die Inschrift: „Denn wieviel euer auf Christum getauft sind, die haben Christum angezogen.“

### Altarbibeln
Die Fredersdorfer Kirche besitzt drei Altarbibeln.
Die älteste stammt aus dem Jahr 1799 und trägt auf dem Buchrücken ein Rückenschild mit der Inschrift „Kirche zu Fredersdorf“. Die Altarbibel ist stark wurmstichig und befindet sich im Pfarrarchiv.
Am 1. November 1839 jährte sich zum dreihundertsten Male der brandenburgische Reformationstag, jener Tag, an dem der brandenburgische Kurfürst zur Lehre Luthers übertrat und die Reformation im Lande eingeführt wurde. Aus diesem Anlass stiftete der Dorfschulze Martin Friedrich Hörnicke der Kirchengemeinde eine Bibel. Diese wurde unter Gesang und Glockengeläut durch Pfarrer Jobst auf einem Kissen in die Kirche getragen. Auf den ersten Seiten der Bibel hat der Küster und Schullehrer Herold die Prozession in bester Schönschrift festgehalten, dazu die Namen derer, die den Zuge mit der Bibel zur Kirche geleiteten.
Infolge der Verwüstung der Fredersdorfer Kirche und Zerstörung des Pfarrhauses im November 1943 kam die Bibel in die Hände von Gemeindegliedern die diese aufbewahrten. Seit mehreren Jahren befindet sie sich wieder im Pfarrarchiv.
Im Jahr 1961 beschaffte der während der Vakanz hier tätige Pfarrer Schönfeld für die Kirche eine neue, alte Altarbibel. Das Alter des Buches lässt sich nicht genau bestimmen. Es wird noch heute genutzt und wird gerahmt durch zwei Altarleuchter, die vom Kunstverein zu Berlin gestiftet wurden.

### Turmuhr
Im Jahr 1873 schenkte der Patron Verdries der Kirchengemeinde eine Turmuhr des Uhren-Fabrikanten C. Rößner (Berlin) mit einem Ziffernblatt. Die bestehende war defekt und verfügte über zwei Ziffernblätter, deren Wanddurchbrüche in Richtung Verdrießplatz und Martin-Luther-Straße noch heute im Turm zu erkennen sind. Das heutige Ziffernblatt ist auf den Verdrießplatz ausgerichtet. Ab den 1970er-Jahren kam es an der Uhr vermehrt zu Stillständen, da sich der Zustand der Uhr immer stärker verschlechterte. Die Uhr musste stillgelegt werden. Ende der 1980er-Jahre wurde das Turmzimmer ausgebaut und das Uhrwerk wurde eine Ebene nach oben versetzt, um Platz zu schaffen. 1990 war es möglich, die Uhr durch eine Fachfirma reparieren zu lassen. Seit dem 2. Oktober 1990 dreht sich der Zeiger auf dem Ziffernblatt wieder, seit dem 8. Oktober 1990 erklingt der Halbstunden- und Stundenschlag. Über einen Hammer wird die größte Glocke jeweils angeschlagen. Das Uhrwerk muss wöchentlich aufgezogen werden, wozu die beauftragte Person in den Kirchturm steigen muss.